# Callosobruchus theobromae
Callosobruchus theobromae is een keversoort uit de familie bladkevers (Chrysomelidae). De wetenschappelijke naam van de soort werd in 1767 gepubliceerd door Linnaeus.